# Chevron (typographie)
Pour les articles homonymes, voir chevron.
Le chevron est un signe de ponctuation également appelé crochet oblique et, par le passé, anti-lambda (lettre capitale lambda, Λ, tournée d'un quart de tour à gauche ou à droite). Les chevrons sont à l'origine des guillemets dits « français ».

## Usage philologique
En philologie, pour l'édition scientifique d'un texte, le chevron marque généralement les mots ou groupes de mots ajoutés dans le texte par conjecture. Les lacunes peuvent également être indiquées par un groupe de trois astérisques entourées par des chevrons (<***>). On attribue traditionnellement l'emploi du chevron au grammairien grec Aristarque de Samothrace (IIe siècle av. J.-C.), qui l'utilise pour indiquer une note critique.

## Usage linguistique
En linguistique ou plus spécialement en graphématique, les chevrons <> ou ‹ › ou ⟨ ⟩ sont conventionnellement utilisés pour indiquer les graphèmes ou les transcriptions graphiques,.

## Usage mathématique
En mathématiques, c'est un symbole qui représente l'inégalité :
- < est (strictement) inférieur à
- > est (strictement) supérieur à

Exemple :
- 100 < 120 : 100 est (strictement) inférieur à 120
- 120 > 100 : 120 est (strictement) supérieur à 100

Les deux chevrons ⟨ ⟩ sont utilisés pour noter le produit scalaire, ou pour annoncer une présentation d'un groupe finiment engendré.
Exemple :
- ⟨u|v⟩ est le produit scalaire des vecteurs u et v
- pour le groupe des nombres entiers ℤ muni de l'addition, ⟨{2}⟩ est le sous-groupe engendré par {2} c'est-à-dire le sous-groupe des entiers pairs 2ℤ

### Ordre croissant ou décroissant
- < ordre croissant
- > ordre décroissant

Exemple :
- les références entre 100 < 120 seront pour les robes
- les références entre 99 > 50 seront pour les pantalons

## Usage informatique
En informatique, une paire de chevrons désigne généralement un élément exploitable par la machine.

### XML et HTML
En SGML, en XML et en HTML, ces éléments exploitables par la machine sont des balises. Normalement, une paire de balises entourent un contenu pour le donner une signification spécifique ; parfois, particulièrement dans le cas de la HTML, la signification donnée peut provoquer un formatage correspondant.
Ainsi, on utilise généralement : <nomdelabalise>CONTENU</nomdelabalise>.
Si la fonction comporte un paramètre, on utilise :
- <nomdelabalise nomduparamètre="valeurduparamètre">CONTENU</nomdelabalise>.

S'il n'y a pas de contenu, la balise peut être fermée en même temps que son ouverture :
- <nomdelabalise /> ou <nomdelabalise/>. Exemple : <nowiki/>.

### C, C++ et JavaScript
En C et C++, ces éléments exploitables par la machine sont des en-têtes globals (la situation desquels n'est généralement pas connue pour le programmeur). Les chevrons permettent de spécifier un fichier d'en-tête global pour l'inclusion dans les lignes de préprocesseur. Par exemple : #include <stdlib.h> pour la librairie standard.
Les paramètres des templates du langage C++ sont aussi indiqués entre chevrons.
En C et ses dérivés, les doubles-chevrons sont aussi utilisés pour les décalages binaires. Par exemple, x << 2 correspond au résultat du décalage de deux bits de x vers la gauche et >> pour un décalage vers la droite. En JavaScript, il existe aussi le décalage vers la droite à trois chevrons (>>>) permettant de propager le signe (en raison de l'existence du bit de signe).

### Courrier électronique
Pour le courriel, ces éléments exploitables par la machine sont des adresses électroniques et des codes d'identification de message (ces derniers appartiennent à l'en-tête du courriel ; ils ne sont pas normalement visibles pour l'utilisateur).
On utilise aussi le chevron ferment dans un courrier électronique qui répond à un autre, pour faire la distinction entre le texte que l'on cite et le texte de la réponse.

## Codage
| Glyphe | Unicode | Description Unicode             | Catégorie(s) Unicode           | Entité HTML nommée |
| ------ | ------- | ------------------------------- | ------------------------------ | ------------------ |
| Oo<Oo  | U+003C  | signe inférieur à               | symbole, mathématique          | &lt;               |
| Oo‹Oo  | U+2039  | guillemet simple vers la gauche | ponctuation, guillemet initial | &lsaquo;           |
| Oo〈Oo | U+2329  | chevron vers la gauche          | ponctuation, début             |                    |
| Oo⟨Oo  | U+27E8  | chevron mathématique gauche     | ponctuation, début             |                    |
| Oo〈Oo | U+3008  | chevron gauche                  | ponctuation, début             |                    |
| Oo>Oo  | U+003E  | signe supérieur à               | symbole, mathématique          | &gt;               |
| Oo›Oo  | U+203A  | guillemet simple vers la droite | ponctuation, guillemet final   | &rsaquo;           |
| Oo〉Oo | U+232A  | chevron vers la droite          | ponctuation, fin               |                    |
| Oo⟩Oo  | U+27E9  | chevron mathématique droit      | ponctuation, fin               |                    |
| Oo〉Oo | U+3009  | chevron droit                   | ponctuation, fin               |                    |